# San José del Alto (Piura)
San José del Alto es un caserío peruano ubicado en el distrito de Yamango, perteneciente a la provincia de Morropón del departamento de Piura, al norte del Perú. 

## Ubicación
San José del Alto se ubica al noreste de la provincia de Morropón, en el distrito de Yamango, en el departamento de Piura.

## Demografía
En 2017 San José del Alto tenía una población de 42 habitantes.
| Gráfica de evolución demográfica de San José del Alto entre 1993 y 2017 |
|                                                                         |
| Fuentes: Población 1993 y 2017                                          |